# Coupe d'Union soviétique féminine de football
La Coupe d'Union soviétique féminine de football est une compétition de football féminin opposant tous les clubs d'URSS. La compétition n'a connue qu'une saison en 1991.

## Histoire
La Coupe d'Union soviétique est disputée par 64 clubs. Les 40 clubs de deuxième et troisième division démarrent la compétition, en s'affrontant dans 8 groupes de 5 équipes. Les vainqueurs de chaque équipe se qualifient pour le deuxième tour, où entrent les clubs de première division. Cette fois-ci, les équipes sont séparés en 8 groupes de 4. Les huit vainqueurs se qualifient pour la phase finale à élimination directe, en partant des quarts de finale. La finale se déroule le 21 septembre 1991 à Moscou et est remportée par le Sibiriatchka Krasnoïarsk qui évolue en deuxième division. La dissolution de l'URSS entraîne de facto la disparition de la compétition, chaque club disputant désormais la coupe nationale de son pays respectif.

## Palmarès
| Saison | Vainqueur                | Finaliste          | Score        |
| ------ | ------------------------ | ------------------ | ------------ |
| 1991   | Sibiriatchka Krasnoïarsk | Prometeï Leningrad | 0-0 (3-2tab) |